# 利蒂亞附近什馬爾特諾
利蒂亞附近什馬爾特諾是斯洛文尼亞中部利蒂亞附近什馬爾特諾市鎮的城鎮及行政中心。城镇面積为2.6平方公里，2017年人口数量为1,395人。聖馬丁教堂為其地標。

## 外部連結
- 维基共享资源上的相關多媒體資源：利蒂亞附近什馬爾特諾

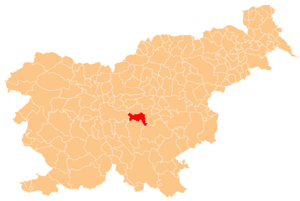
利蒂亞附近什馬爾特諾於斯洛維尼亞的位置

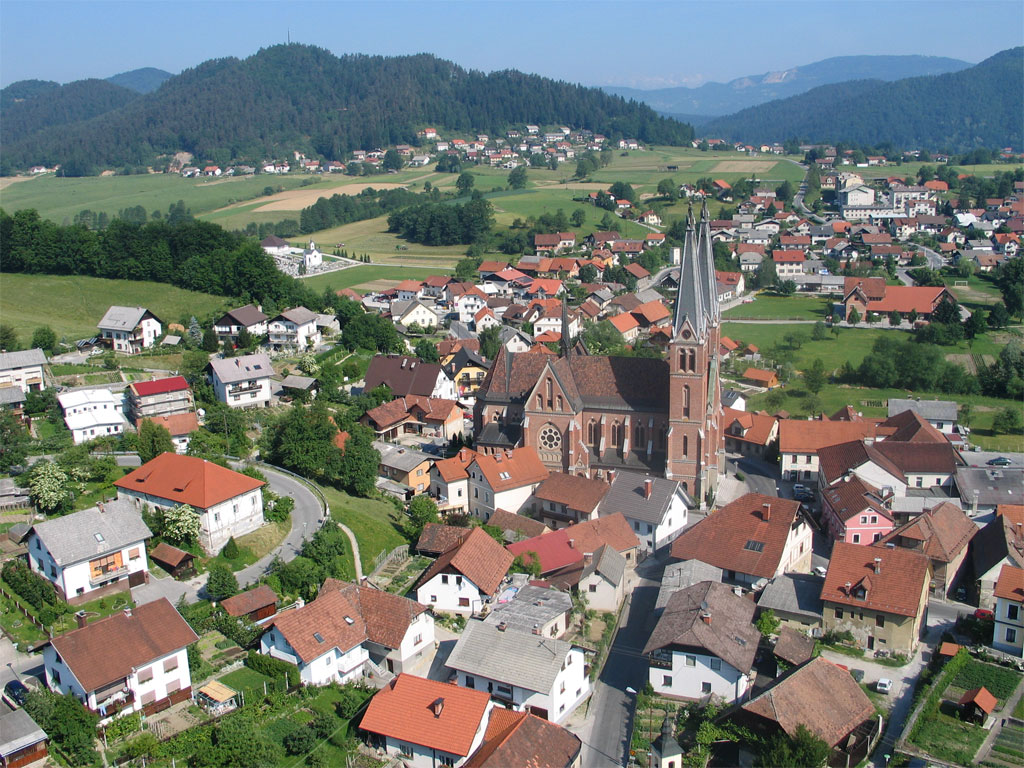
利蒂亞附近什馬爾特諾

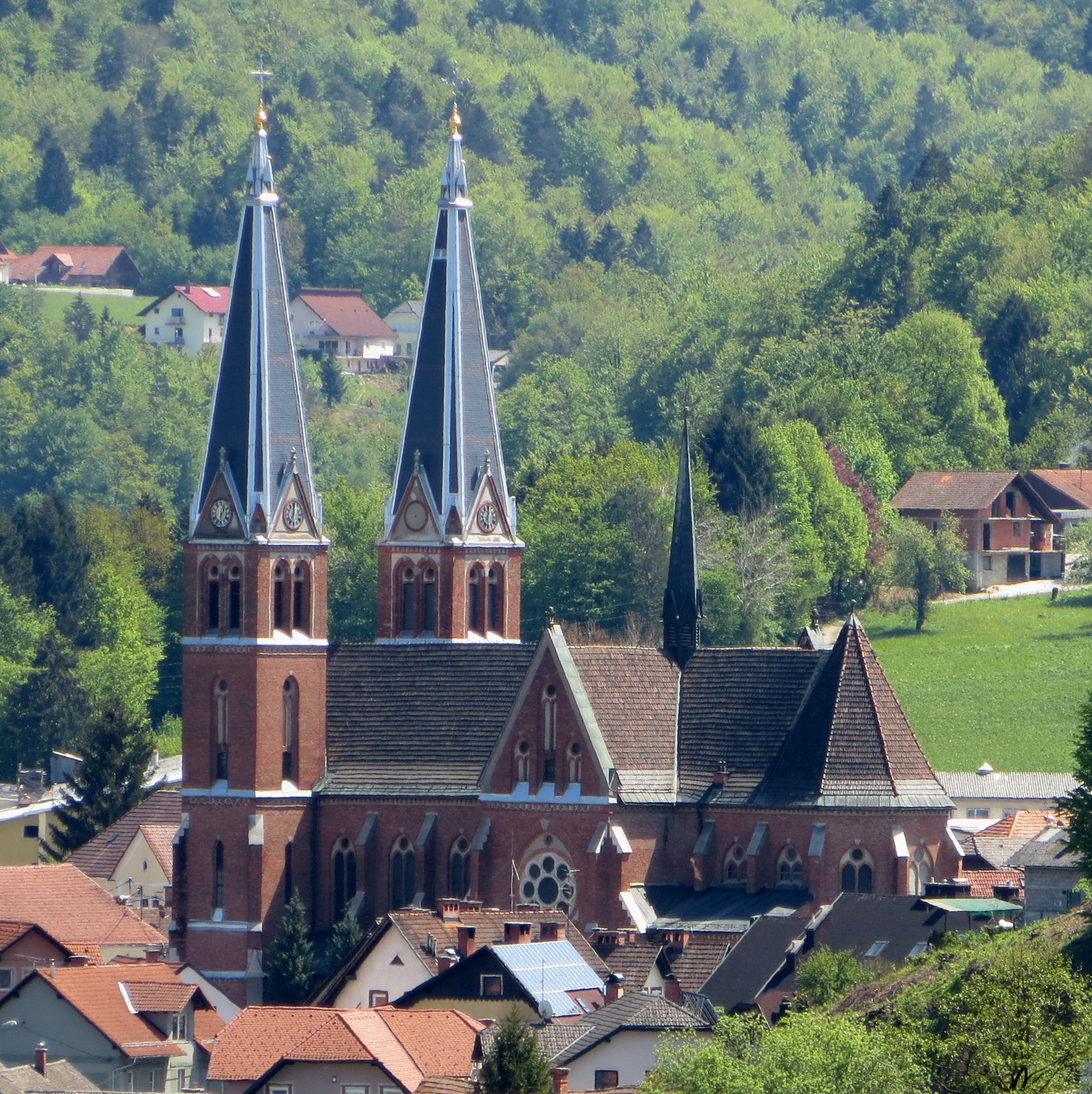
聖馬丁教堂

- Šmartno pri Litiji municipal site （页面存档备份，存于）
- Municipality of Šmartno pri Litiji on Geopedia（页面存档备份，存于）